# Iain Jensen
Pour les articles homonymes, voir Jensen.
Iain Jensen, né le 23 mai 1988 à Belmont (Nouvelle-Galles du Sud), est un skipper australien. Il a remporté le titre olympique en 49er. 

## Palmarès
- Jeux olympiques de 2012 : 
  -  Médaille d'or en 49er avec Nathan Outteridge